# Engelsberg (Solingen)
Engelsberg ist ein Wohnplatz in der bergischen Großstadt Solingen.

## Geographie
Engelsberg befindet sich im Norden des Stadtteils Ohligs in Hanglage nördlich des Lochbachs zwischen der Weyerstraße im Norden (Landesstraße 85) und der Deusberger Straße im Süden. Der Ort liegt an der Straße Engelsberg, die die beiden vorgenannten Straßen miteinander verbindet, sowie der Siemensstraße, die von der Straße Engelsberg aus nach Osten abzweigt. Nördlich von Engelsberg liegen der Stiehlsteich sowie das Areal der Firma Kronprinz (heute Accuride), weiter nördlich das Monhofer Feld. Westlich befindet sich Schleifersberg, südlich liegen Deusberg, die Poschheider Mühle und Poschheide. Im Osten befindet sich das ab den 1930er Jahren angelegte Wohngebiet unter anderem an Max-Planck-, Walter-Flex-, Leibniz- und Fraunhofer Straße.

## Etymologie
Der Ortsname Engelsberg leitet sich von dem Familiennamen Engels ab.

## Geschichte
Die aus einer Hofschaft hervorgegangene Ortschaft Engelsberg lässt sich bis ins 17. Jahrhundert zurückverfolgen. Die erste urkundliche Erwähnung findet sich im Jahre 1672, als ein Peter Engelsberg als Lehnsmann des Hofes genannt wird. Im Jahre 1715 ist der Ort in der Karte Topographia Ducatus Montani, Blatt Amt Solingen, von Erich Philipp Ploennies mit einer Hofstelle verzeichnet und bereits als Engelsberg benannt. Der Ort gehörte zur Honschaft Merscheid innerhalb des Amtes Solingen. Die Topographische Aufnahme der Rheinlande von 1824 verzeichnet den Ort als Engelsberg und die Preußische Uraufnahme von 1844 ebenfalls als Engelsberg. In der Topographischen Karte des Regierungsbezirks Düsseldorf von 1871 ist der Ort ebenso als Engelsberg verzeichnet.
Nach Gründung der Mairien und späteren Bürgermeistereien Anfang des 19. Jahrhunderts gehörte Engelsberg zur Bürgermeisterei Merscheid, die 1856 zur Stadt erhoben und im Jahre 1891 in Ohligs umbenannt wurde. Abkömmlinge der Familie Engelsberg ließen sich zu Beginn des 19. Jahrhunderts südlich der Ohligser Heide nieder und gründeten dort den Engelsberger Hof auf ehemaligem Ödland, der sich zu einem rentabel zu bewirtschaftenden Gut entwickelte.
1815/16 lebten 41, im Jahr 1830 47 Menschen im als Weiler bezeichneten Engelsberg. 1832 war der Ort weiterhin Teil der Honschaft Merscheid innerhalb der Bürgermeisterei Merscheid, dort lag er in der Flur VI. Poschheide. Der nach der Statistik und Topographie des Regierungsbezirks Düsseldorf als Hofstadt kategorisierte Ort besaß zu dieser Zeit neun Wohnhäuser und zehn landwirtschaftliche Gebäude. Zu dieser Zeit lebten 54 Einwohner im Ort, davon sieben katholischen und 47 evangelischen Bekenntnisses. Die Gemeinde- und Gutbezirksstatistik der Rheinprovinz führt den Ort 1871 mit 21 Wohnhäusern und 151 Einwohnern auf. Im Gemeindelexikon für die Provinz Rheinland von 1888 werden für Engelsberg 19 Wohnhäuser mit 112 Einwohnern angegeben. 1895 besitzt der Ortsteil 20 Wohnhäuser mit 159 Einwohnern.

Mit der Städtevereinigung zu Groß-Solingen im Jahre 1929 wurde die Hofschaft Engelsberg ein Ortsteil Solingens. Seit der Nachkriegszeit wurden viele der Fachwerkhäuser am Engelsberg im Zuge von Straßenbauarbeiten oder Neubaumaßnahmen abgebrochen, zuletzt im Zuge eines Neubauprojektes in der Mitte der 2010er Jahre. Seit dem Jahre 1986 stehen von den verbliebenen historischen Gebäuden im Ort die hier abgebildeten Fachwerkhäuser Engelsberg 23 und Siemensstraße 32 sowie die Haustür des Mitte der 2010er Jahre abgebrochenen Gebäudes Engelsberg 30, die sich im Lager der unteren Denkmalbehörde befindet, unter Denkmalschutz.

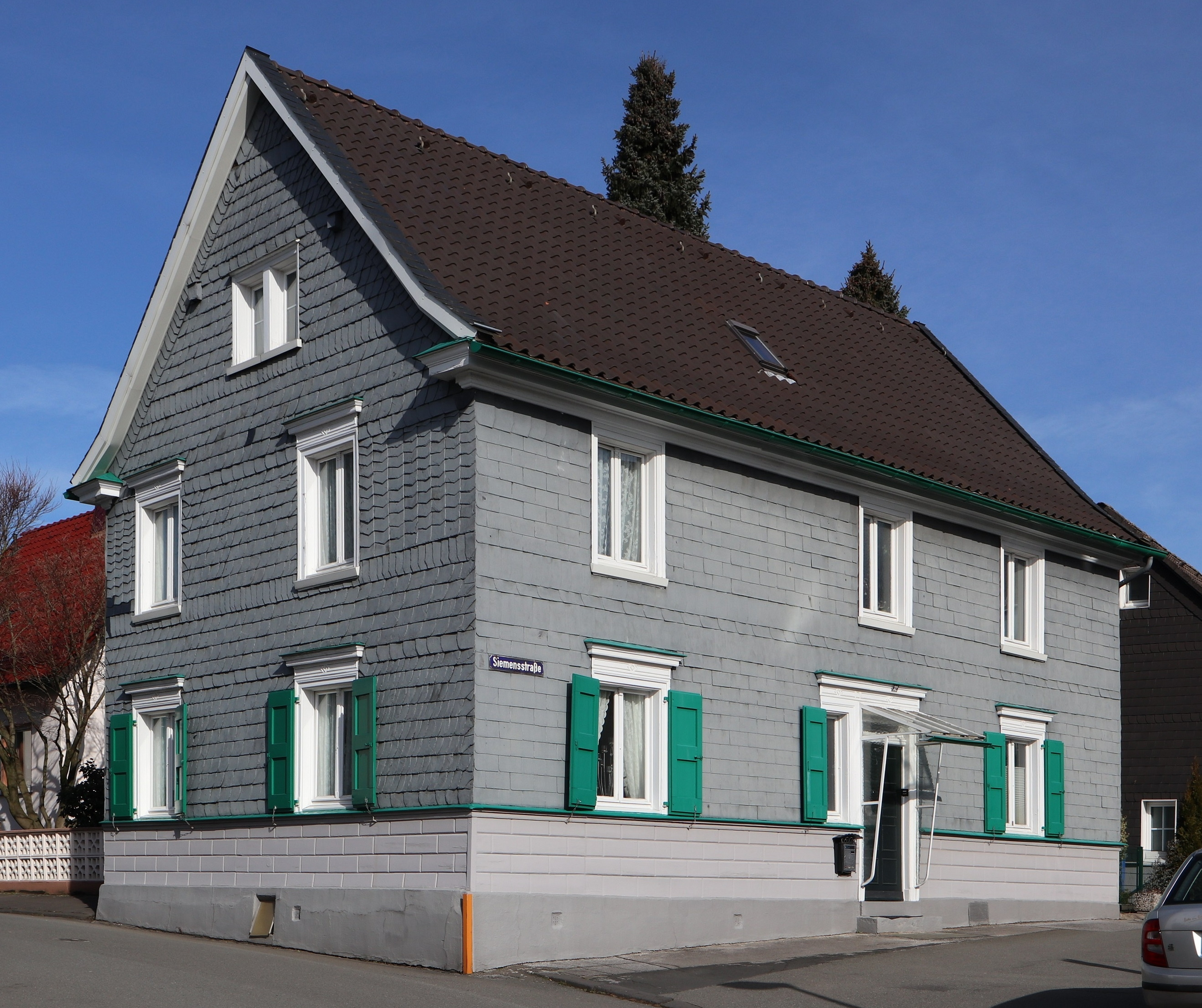
Siemensstraße 32
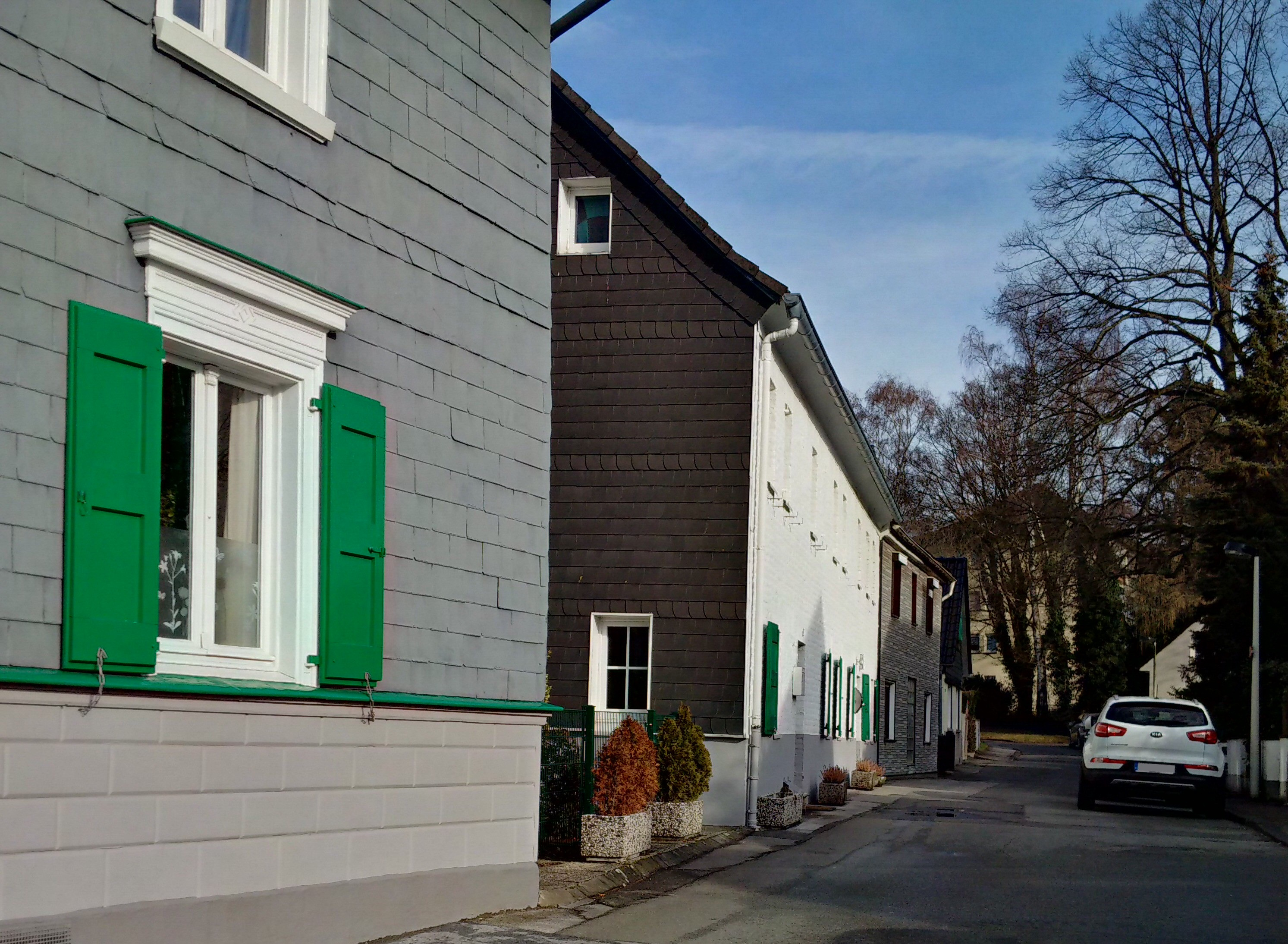
Siemensstraße